# Kamuthi Farkas
Kamuthi Farkas (? - 1626. június) erdélyi birtokos nemes, diplomata.

## Élete
Apja a Békés vármegyéből Erdélybe származott Kamuthy Balázs udvari főkapitány volt. 1599-ben Báthori András fejedelem követe volt Prágában, ahol I. Rudolf rövid időre internálta. Később Mihály vajda, majd Székely Mózes híve lett, és mint annak híve 1603-ban ő is török földön bujdosott. 1604-ben Bocskai Istvánerdélyi seregében harcolt. 1606-ban a havasalföldi vajdával való titkos összejátszás gyanúja miatt több hónapig fogoly volt Szamosújváron. 1607 előtt vette feleségül Sibrik Gáspár udvari főkapitány özvegyét, Moyses Katát.
Báthori Gábor tanácsosa, 1608-tól 1610-ig lugosi és karánsebesi bán, 1610-ben Torda vármegye főispánja. 1611–1612-ben több alkalommal Báthori követe volt a nádornál és a királynál. Bethlen Gábor idején tanácsos. 1618-ban portai főkövet, 1619-ben Udvarhelyszék kapitánya és a székelyek generálisa volt. 1623-ban Bethlen főbiztosa volt a besztercebányai értekezleten, majd 1624-ben ugyancsak Bethlen Gábor követe volt a császárnál (szövetségi és házassági ajánlattal), majd a budai pasánál. 1625-ben pedig a gyarmati török békekötésnél a fejedelem egyik biztosa. Szolgálataiért Báthori Gábortól és Bethlen Gábortól is nagy birtokadományokat kapott jutalmul.
A kortárs krónikásoknak (Szamosközy István, Borsos Tamás, Kemény János) nem volt jó véleményük jelleméről, hazugnak és irigynek tartották, és azt írták róla, hogy a remélt előmenetelért feleségével "kedveskedett" Báthory Gábornak.
1626 júniusában örökös nélkül halt meg. A néhai Kamuthi László és Farkas (de Szentlászló) Doboka- és Torda vármegyei birtokait a drági kastéllyal együtt 1701. április 19-én I. Lipót király Serédy Péter bárónak (De Nagyfalu) és utódainak adományozta minden hozzájuk tartozandóval és a bennük gyakorolt királyi jogokkal együtt, mert az említett birtokosok örökösök nélkül haltak el